# Dějiny světla
Dějiny světla je kniha spisovatele Jana Němce. Dílo pojednává o českém fotografovi Františku Drtikolovi. Vyšlo roku 2013 v nakladatelství Host a v druhém vydání v roce 2014. Knihy se v Česku prodalo více než 7000 výtisků.

## Popis
Románová freska spojená s bildungsrománem je psaná v netypické du-formě. Chronologický děj zahrnuje víc než půl století života Františka Drtikola. Odehrává se v příbramských stříbrných dolech, secesním Mnichově a předválečné i prvorepublikové Praze. Drtikolovy osudy popisuje od jeho dětství, přes učednická a studijní léta až k budování kariéry. Kromě všech zásadních životních událostí se věnuje i fotografovu příklonu k duchovním naukám Východu a mystice. Postavy mají reálné předobrazy a popisované události jsou historicky doložitelné. Autor tak zachoval skutečnost a fabuluje pouze v oblastech vnitřního života umělce.
Světlo v původním i přeneseném významu hraje důležitou roli. Tento motiv odkazuje na Drtikolovu uměleckou tvorbu založenou na světelné kompozici a práci s kontrasty, světlem, stínem i tmou. Němec v románu líčí okolnosti vzniku nejslavnějších Drtikolových děl. Světlo je v knize popisováno též v duchovním smyslu.
Do románu autor začlenil i autentický materiál – kapitola Intermezzo založená na Drtikolových válečných denících a dopisech a přepis stručné autobiografie, kterou Drtikol napsal pro úřady v souvislosti s přijetím do Svazu československých výtvarných umělců.
Podle románu by měl vzniknout i film, práva má společnost Negativ, režisérem filmu by mohl být Tomáš Luňák. Rozhlasovou podobu románu nastudoval v režii Lukáše Kopeckého Michal Bumbálek.

## Ocenění
- Nominace na Magnesia Litera
- Česká kniha 2014
- Cena Evropské unie za literaturu, 2014
- Nominace na Cenu Josefa Škvoreckého[5]

## Seznam cizojazyčných vydání
- bulharština: История на светлината, nakladatelství Colibri, přeložila Anjelina Penčeva, září 2016
- srbština: Istorija svetla, Clio, Aleksandra Korda-Petrović, listopad 2016
- makedonština: Историја на светлината, Antolog, Dime Mitrevski, prosinec 2016
- polština: Historia światła Książkowe Klimaty, Katarzyna Bańka, leden 2017
- chorvatština: Povijest svjetlosti, Ljevak, Katica Ivanković, únor 2017
- maďarština: A fény története, Noran Libro, Juhászné Hahn Zsuzsanna, duben 2017
- italština: Storia della luce, Safarà Editore, Elena Zuccolo, květen 2017[1]
- lotyština: Gaismas vēsture, Lasītava, překlad Jānis Krastiņš, únor 2018
- němčina: Die Geschichte des Lichts, Osburg Verlag, překlad Martin Mutschler, březen 2019